# Zenzano
Zenzano es una aldea que pertenece al municipio de Lagunilla del Jubera de la comunidad autónoma de La Rioja (España). Hasta el año 1975 tuvo ayuntamiento propio, al que también pertenecía su entonces aldea Villanueva de San Prudencio, pero entonces se anexionó al de Lagunilla al quedarse sin vecinos. Posteriormente se arreglaron varias casas y volvió a poblarse por algunos vecinos. Hoy en día puede accederse por una carretera acondicionada y asfaltada.

## Empleo y comercio durante el siglo XX
En el siglo pasado Zenzano, fue un pueblo que durante su existencia siempre se dedicó únicamente a la agricultura de trigo, cebada y avena (lo necesario para subsistir). En cuanto a la ganadería siempre fue un pueblo dedicado a la ganadería caprina y ovina, según algunos de sus vecinos.
Su comercio principalmente lo tuvo con los dos municipios grandes más próximos: Soto en Cameros y Ribafrecha.

## Geografía humana

### Demografía
| Gráfica de evolución demográfica de Zenzano entre 1842 y 1970 |
| |
| Población de derecho según los censos de población del INE Población de hecho según los censos de población del INEEn este censo se denominaba Villanueva de San Prudencio: 1842 Entre el censo de 1981 y el anterior, este municipio desaparece porque se integra en el municipio 26083 (Lagunilla del Jubera) |

En la tabla se muestra la evolución demográfica del ya extinto municipio de Zenzano (compuesto por dicha localidad y la aldea de Villanueva de San Prudencio), por lo que los valores comprendidos entre 1857 y 1970 se corresponden a dicho municipio, mientras que los valores a partir de 1981 corresponden únicamente a la localidad de Zenzano, actualmente perteneciente a Lagunilla del Jubera.
Zenzano contaba a 1 de enero de 2010 con una población de 9 habitantes, 5 hombres y 4 mujeres.
| Gráfica de evolución demográfica de Zenzano entre 2000 y 2017                                    |
|                                                                                                  |
| Población de derecho (2000-2017) según los censos de población del INE a 1 de enero de cada año. |

## Patrimonio

Ermita de San Cristóbal.

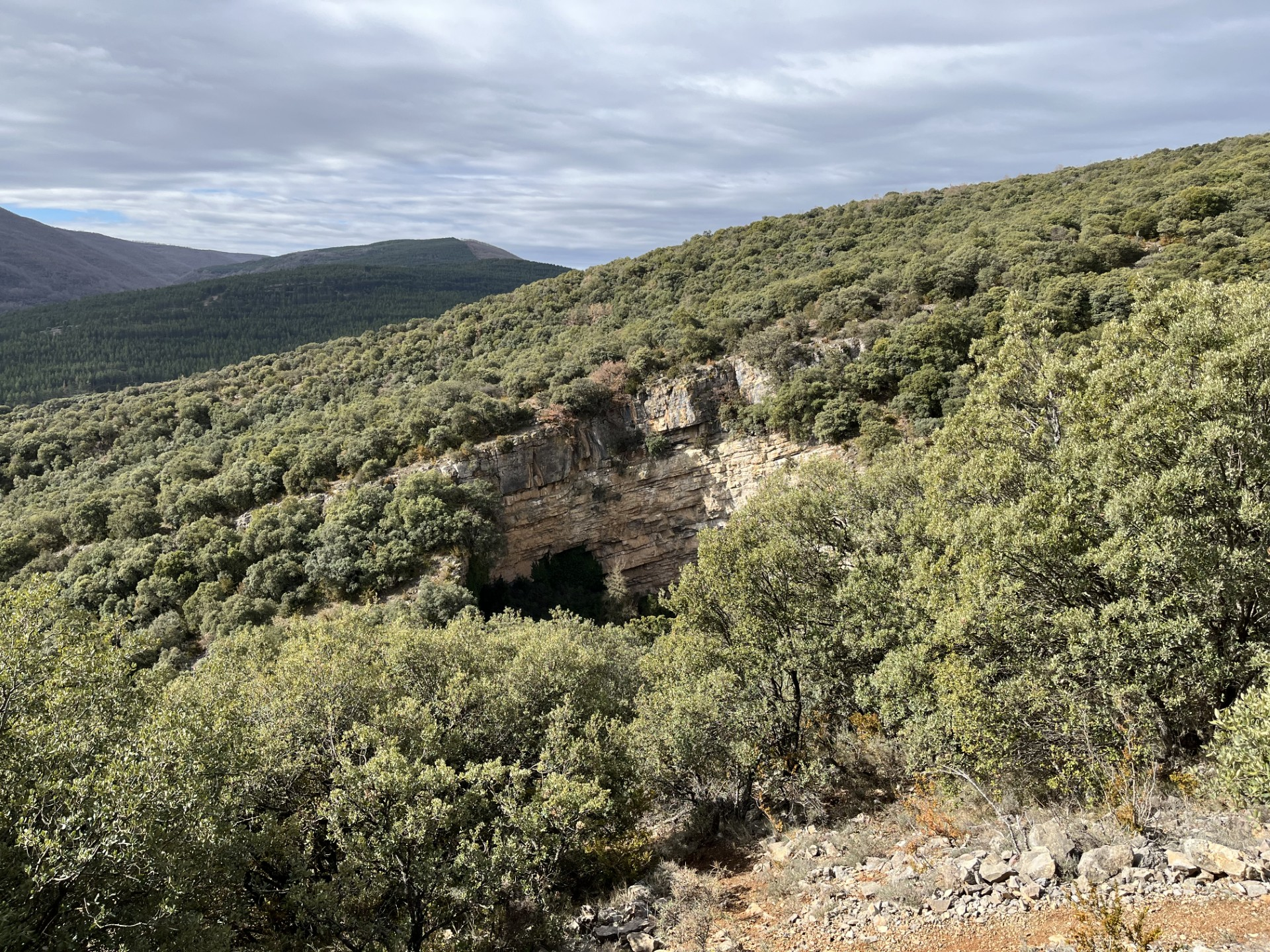
Hoya de la Covaza.

- Ermita de San Cristóbal.

### Patrimonio Geológico

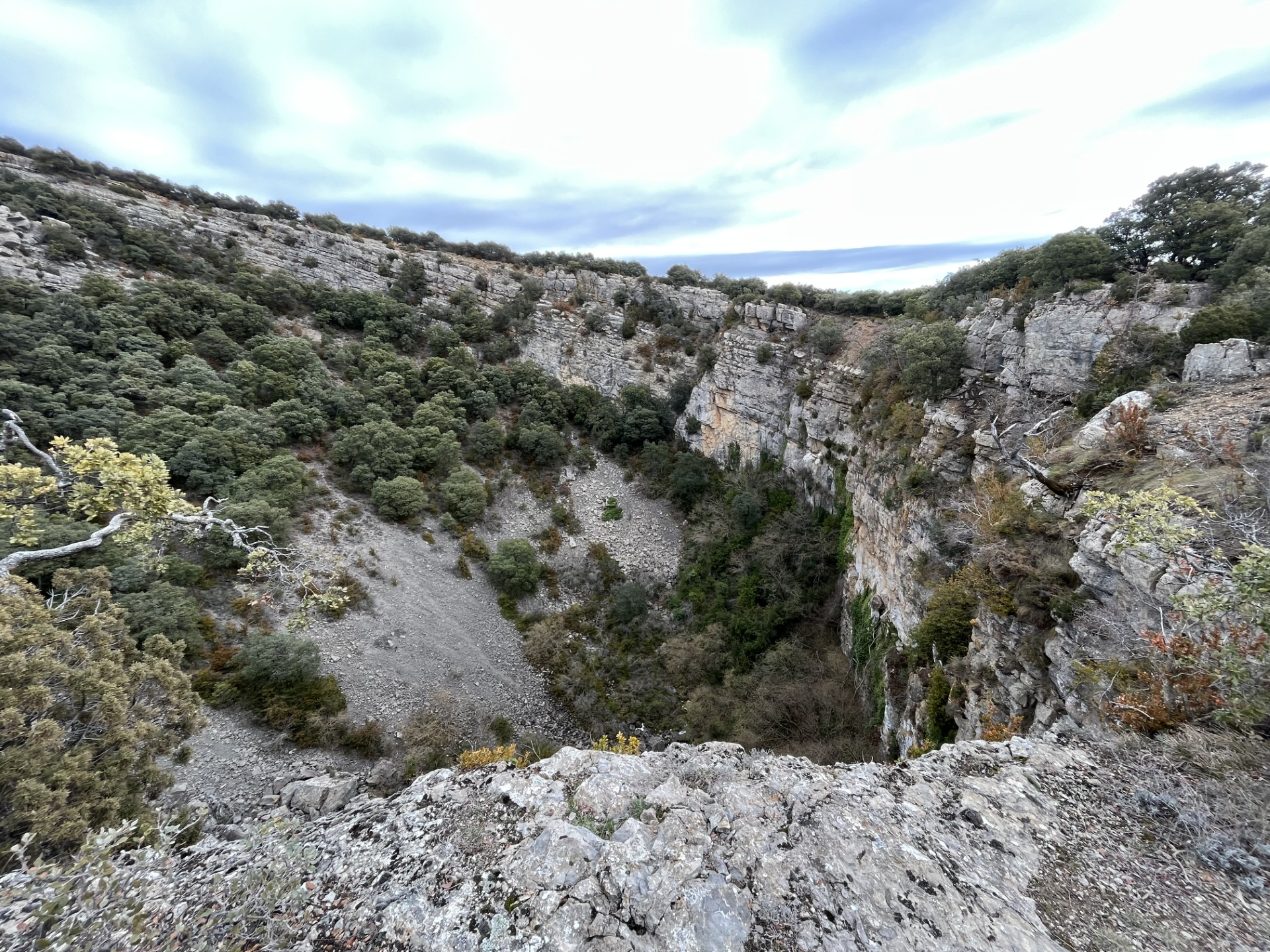
Hoya de la Redondilla.

Zenzano está situado en la cuenca de Cameros, alrededor de 2 kilómetros al sur del Cabalgamiento de Cameros y de la acumulación de una gran masa de evaporitas del Triásico acumuladas en el frente norte de la cuenca. La aldea y sus alrededores están situados al norte de las Peñas del Leza, sobre las margas y calizas del Cretácico inferior. Son estos depósitos los que dan lugar a las llamadas localmente hoyas, o dolinas, depresiones en el paisaje debidas a la disolución de las rocas del subsuelo y el colapso de los depósitos suprayacentes. Zenzano cuenta con tres dolinas. La hoya de la Covaza tiene una forma circular bastante regular, de unos 200 metros de diámetro y en torno a 30 metros de profundidad en su lado mayor. Las otras dos dolinas tienen un acceso algo más complicado, ya que se encuentran a la mitad de la ladera sur de la cima Zenzano. Están situadas aproximadamente 900 metros al norte de la confluencia entre el barranco de Zenzano y el arroyo Bahún. La hoya de la Redondilla es la mayor de las dos, de unos 175 metros de diámetro y alcanza una cota mínima de 1008 metros, resultando en una profundidad de entre 50 y 100 metros, ya que los límites de la dolina tienen una inclinación moderada hacia el sur. Dada su gran tamaño, la hoya de la Redondilla es un lugar de anidación de aves, como buitres. La hoya de la Cueva tiene una cota mínima de 956 metros y un diámetro alrededor de 75 metros. 

## Literatura
- Ernesto Reiner. Viaje por el Camero Viejo. Logroño 1984. ISBN 84-398-2054-2